# Khatib Tabrizi
Khatib Tabrizi est un linguiste et poète azerbaïdjanais du XIe siècle, l'un des fondateurs de la langue et de la littérature arabes, de la grammaire et de la lexicologie.

## Biographie
Khatib Tabrizi est né en 1030 dans la ville de Tabriz.
Tabrizi a étudié en Syrie et en Égypte. Puis il est devenu enseignant et gardien de la bibliothèque de la Nizamiyyah de Bagdad. Tabrizi a également écrit des vers de qasida. Exposant ses vues sur l'art de la poésie, de la linguistique, du folklore et de l'histoire, il a commenté les meilleures œuvres de la poésie arabe classique.